# MAMACITA (SUPER JUNIORのアルバム)
『MAMACITA』（ママシータ）は、2014年9月1日に韓国でリリースされたSUPER JUNIORの正規7集アルバム。日本シングル『MAMACITA -AYAYA-』（ママシータ -アヤヤ-）についても併せて記述する。

## 概要
2012年7月に発売された6集『Sexy, Free & Single』以来、2年2ヶ月ぶりに発表された正規アルバムであり、2013年8月に招集解除したヒチョルと2014年7月に除隊したイトゥクが合流した。活動当時、公益勤務要員であったイェソンを除いた合計10人のメンバーでの活動となった。
リーダー・イトゥクの入隊により、しばらくグループ活動の空白期があったSUPER JUNIORは、2014年8月15日に開催された所属事務所の合同コンサート『SMTOWN Live World Tour IV』ソウル公演で、7集アルバムを発表することを明かし、カムバックを予告した。
8月21日～25日の5日間にかけてメンバー別ティーザーイメージが公式ホームページで公開された。8月24日と26日にはタイトル曲「MAMACITA (アヤヤ)」のティーザー映像を公開。8月28日にはソウル江南（カンナム）にあるインペリアルパレスホテルで、単独記者会見を行った。2014年8月29日、0時に各種音源サイトにて配信を開始。同日KBS『ミュージックバンク』で本作収録楽曲である「Shirt」と「MAMACITA (アヤヤ)」を初披露し、アルバム活動を本格始動した。CDアルバムは2014年9月1日に店頭販売され、同月12日にはジャケットデザインの異なるBバージョンが発売された。

### その他エピソード
- カムバック内容公開前に、シンドンが自身のSNSにて、キュヒョンがイメージキャラクターを務める「MACITAのり」の広告写真をアップするなど、カムバックのヒントをいくつか投稿した。[11]
- ミュージックビデオ800万回再生突破記念に、Tシャツ製作を決定。デザインと製作費用を支出する人がそれぞれくじ引きで決められた。結果、シンドンがデザインを担当し、ウニョクが費用を出すことになった。Tシャツには「シンドンがいるから存在するスーパージュニアです」という文がプリントされている。そのTシャツは、9月12日に『ミュージックバンク』の収録現場に出勤する際に着用された。[12]
- シウォンとリョウクが「THIS IS LOVE」のMV撮影現場において、ドレミの音階で高音対決を実施した模様が公開され、ファンの爆笑を誘った。撮影者はドンヘ。

## 内容

### 楽曲
タイトル曲は「MAMACITA (アヤヤ)」で、MAMACITAとはスペイン語で「お嬢さん」というような意味である。振り付けはトニーテスタが行った。「Shirt」ではメンバーのドンヘが作詞・作曲に参加し、シンドンとウニョクが振り付けやステージ構成に参加した。イェソンは「Mid-season」に歌声のみでの参加となった。
| #         | タイトル                                                             | 作詞                                  | 作曲                                                 | 時間  |
| --------- | -------------------------------------------------------------------- | ------------------------------------- | ---------------------------------------------------- | ----- |
| 1.        | 「MAMACITA」                                                         | ユ・ヨンジン                          | DOM, ユ・ヨンジン, Lee Hyunseung, J.SOL, TeddyRiley  | 3:27  |
| 2.        | 「Midnight Blues」(춤을 춘다)                                        | Shin Jinhye, Lee Yoojin               | Jason Gill, Curtis Richa, Emanuel Olsson             | 4:21  |
| 3.        | 「Evanesce」(백일몽)                                                 | Misfit                                | DOM, Kim Taesung, アンドリュー・チェ, Teddy Riley    | 3:44  |
| 4.        | 「Raining Spell for Love」(사랑이 멎지 않게; Sarang-i Meotji Ankyeo) | Jung Juhee                            | DOM, lee Hyunseung, J.SOL, Teddy Riley               | 3:22  |
| 5.        | 「Shirt」                                                            | ドンヘ, Team One Sound                | ドンヘ,Team One Sound                                | 3:28  |
| 6.        | 「This Is Love」                                                     | Kim Jiwon, Cho Yoonkyung              | Kim Jihu, Park Seulgi, Lola Fair, Nermin Harambasic  | 3:49  |
| 7.        | 「Let's Dance」                                                      | Seo Ji-eum                            | Im Kwangwook, Ylva Dimberg, Nermin Harambasic        | 3:45  |
| 8.        | 「Too Many Beautiful Girls」                                         | Kim Inhyung, Shin Jinhye, Lee Seuran  | Chris Young, Andy Jackson                            | 3:20  |
| 9.        | 「Mid-season」(환절기)                                               | Hwang Hyun                            | Hwang Hyun                                           | 4:01  |
| 10.       | 「Islands」                                                          | Seo Ji-eum, Lee Yoojin, Cho Yoonkyung | Ricky Hanley, Alex Holmgren, Andreas Stone Johansson | 4:27  |
| 合計時間: | 合計時間:                                                            | 合計時間:                             | 合計時間:                                            | 37:44 |

### リパッケージ版
2014年10月23日、リパッケージアルバム『THIS IS LOVE』が各種音源サイトで配信され、10月27日に店頭販売された。
アルバムジャケットはアルバムに参加した10人のメンバーが撮影した写真で構成された合計10種類で販売。
アルバムには「Hit Me Up」、『SUPER SHOW 6』で先立って披露された「Don't Leave Me」、『SUPER SHOW 5』ソウル公演で披露されたSuper Junior-K.R.Y.の「...ing」の計3曲を追加収録。『THIS IS LOVE』は既存のそれに代えて、新しくステージバージョンが収録された。「Don't Leave Me」では、メンバーのシウォンが作詞・作曲に参加した。アルバム発表に合わせて、10月23日Mnet『M! Countdown』をはじめ各種音楽番組に出演した。
| #         | タイトル                                     | 作詞                                  | 作曲                                                 | 時間  |
| --------- | -------------------------------------------- | ------------------------------------- | ---------------------------------------------------- | ----- |
| 1.        | 「This Is Love」(Stage Version)              | Kim Jiwon, Cho Yoonkyung              | Kim Ji Hu, Park Seulgi, Lola Fair, Nermin Harambasic | 4:07  |
| 2.        | 「Hit Me Up」                                | Teddy Riley, DOM, Lee Hyun Seung      |                                                      | 3:24  |
| 3.        | 「MAMACITA(アヤヤ)」                         | ユ・ヨンジン                          | DOM, ユ・ヨンジン, Lee Hyunseung, J.SOL, Teddy Riley | 3:27  |
| 4.        | 「Midnight Blues」(춤을 춘다)                | Shin Jinhye, Lee Yoojin               | Jason Gill, Curtis Richa, Emanuel Olsson             | 4:21  |
| 5.        | 「Don't Leave Me」                           | シウォン、Iconic Sounds               | シウォン、220, Iconic Sounds                         | 3:41  |
| 6.        | 「...ing」(중 (Super Junior-K.R.Y.))         | Park Chang Hyun                       | Park Chang Hyun                                      | 4:16  |
| 7.        | 「Evanesce」(백일몽)                         | Misfit                                | DOM, Kim Taesung, アンドリュー・チェ, Teddy Riley    | 3:44  |
| 8.        | 「Raining Spell for Love」(사랑이 멎지 않게) | Jung Juhee                            | DOM, lee Hyunseung, J.SOL, Teddy Riley               | 3:22  |
| 9.        | 「Shirt」                                    | ドンヘ, Team One Sound                | ドンヘ,Team One Sound                                | 3:28  |
| 10.       | 「Let's Dance」                              | Seo Ji-eum                            | Im Kwangwook, Ylva Dimberg, Nermin Harambasic        | 3:45  |
| 11.       | 「Too Many Beautiful Girls」                 | Kim Inhyung, Shin Jinhye, Lee Seuran  | Chris Young, Andy Jackson                            | 3:20  |
| 12.       | 「Mid-season」(환절기)                       | Hwang Hyun                            | Hwang Hyun                                           | 4:01  |
| 13.       | 「Islands」                                  | Seo Ji-eum, Lee Yoojin, Cho Yoonkyung | Ricky Hanley, Alex Holmgren, Andreas Stone Johansson | 4:27  |
| 合計時間: | 合計時間:                                    | 合計時間:                             | 合計時間:                                            | 49:23 |

### ミュージックビデオ
- MAMACITA - YouTube
- MAMACITA (Drama ver.) - YouTube
- This Is Love - YouTube
- Evanesce - YouTube

## 日本版
『MAMACITA-AYAYA-』の日本語Verと日本オリジナルの新曲『月蝕〜Lunar Eclipse〜』を収録したシングルCDとして発売。